# Пенфілд (Нью-Йорк)
Пенфілд (англ. Penfield) — місто (англ. town) в США, в окрузі Монро штату Нью-Йорк. Населення — 39 438 осіб (2020).

## Демографія
Згідно з переписом 2010 року, у місті мешкали 36 242 особи в 14 562 домогосподарствах у складі 10 012 родин. Було 15290 помешкань
Расовий склад населення:
| - 92,6 % — білих - 3,1 % — азіатів - 2,1 % — чорних або афроамериканців - 0,1 % — корінних американців |

До двох чи більше рас належало 1,5 %. Частка іспаномовних становила 2,5 % від усіх жителів.
За віковим діапазоном населення розподілялося таким чином: 23,2 % — особи молодші 18 років, 59,3 % — особи у віці 18—64 років, 17,5 % — особи у віці 65 років та старші. Медіана віку мешканця становила 44,7 року. На 100 осіб жіночої статі у місті припадало 93,0 чоловіків;  на 100 жінок у віці від 18 років та старших — 89,9 чоловіків також старших 18 років.
Середній дохід на одне домашнє господарство  становив 99 734 долари США (медіана — 80 879), а середній дохід на одну сім'ю — 120 796 доларів (медіана — 103 938). Медіана доходів становила 78 111 долар для чоловіків та 56 417 доларів для жінок. За межею бідності перебувало 4,3 % осіб, у тому числі 5,4 % дітей у віці до 18 років та 5,1 % осіб у віці 65 років та старших.
Цивільне працевлаштоване населення становило 18 515 осіб. Основні галузі зайнятості: освіта, охорона здоров'я та соціальна допомога — 29,5 %, науковці, спеціалісти, менеджери — 14,4 %, виробництво — 12,5 %, роздрібна торгівля — 11,4 %.